# Campeonato Nacional de Liga de Baloncesto
El Campeonato Nacional de Liga de Baloncesto fue una edición de prueba en 1947 antes de establecer la Liga Española de Baloncesto en 1957. Dicha liga viene disputándose ininterrumpidamente desde entonces, pero antes hubo muchos proyectos y esta fue una primera prueba que no cuajó, y que disputaron ocho clubes. Había además una Segunda División, con dieciocho equipos repartidos en sectores geográficos.
Se celebró a doble vuelta, tras los experimentos “mixtos” de la Campeonato de España de Copa en las temporadas anteriores. Desgraciadamente, este primer intento de consolidar un campeonato de liga no tuvo continuidad por problemas de carácter económico y organizativo. Ocho fueron los equipos participantes en esta competición, que se inició el 5 de enero de 1947. La Federación Española de Baloncesto (FEB) organizó igualmente otros dos torneos de Liga  de categoría inferior: Liga Nacional de Segunda División (formada por 18 equipos) y el Campeonato de Tercera División. La importancia de estos torneos experimentales radica en que los seis primeros clasificados al finalizar el Campeonato Nacional de Liga y los dos primeros de Segunda División participan en el torneo de Copa.
En la temporada 2023-24 el FC Barcelona solicitó a la Federación Española de Baloncesto el reconocimiento de la oficialidad de este título.

## Equipos participantes
| Equipo                | Sede      |
| --------------------- | --------- |
| Real Madrid CF        | Madrid    |
| América BC            | Madrid    |
| Liceo Francés         | Madrid    |
| CB Canarias de Madrid | Madrid    |
| CF Barcelona          | Barcelona |
| UD Montgat            | Montgat   |
| Club Juventud         | Badalona  |
| JACE Calella          | Calella   |

## Clasificación
| Pos. | Equipo                | PJ | G  | P  | GF  | GC  | DG   | Pts | Clasificación o descenso                     |  | BAR   | MON   | CAN   | RMB   | CAL   | LIC   | JOV   |
| ---- | --------------------- | -- | -- | -- | --- | --- | ---- | --- | -------------------------------------------- |  | ----- | ----- | ----- | ----- | ----- | ----- | ----- |
| 1    | CF Barcelona          | 12 | 12 | 0  | 667 | 354 | +313 | 24  | Campeón y acceso a la Copa del Generalísimo. |  | —     | 43–34 | 57–24 | 77–25 | 57–18 | 64–34 | 62–33 |
| 2    | UD Montgat            | 12 | 8  | 4  | 519 | 420 | +99  | 20  | Acceso a la Copa del Generalísimo.           |  | 38–47 | —     | 50–26 | 45–33 | 61–31 | 60–15 | 42–31 |
| 3    | CB Canarias de Madrid | 12 | 7  | 5  | 406 | 445 | −39  | 19  | Acceso a la Copa del Generalísimo.           |  | 33–44 | 43–23 | —     | 43–40 | 37–32 | 38–35 | 28–23 |
| 4    | Real Madrid CF        | 12 | 5  | 7  | 479 | 501 | −22  | 17  | Acceso a la Copa del Generalísimo.           |  | 36–54 | 41–46 | 42–48 | —     | 53–40 | 51–20 | 48–37 |
| 5    | JACE Calella          | 12 | 5  | 7  | 366 | 454 | −88  | 17  | Acceso a la Copa del Generalísimo.           |  | 27–55 | 37–29 | 38–20 | 36–35 | —     | 26–35 | 28–11 |
| 6    | Liceo Francés         | 12 | 3  | 9  | 381 | 516 | −135 | 15  | Acceso a la Copa del Generalísimo.           |  | 32–57 | 43–45 | 33–39 | 26–34 | 28–18 | —     | 51–32 |
| 7    | Club Juventud         | 12 | 2  | 10 | 359 | 487 | −128 | 12  |                                              |  | 20–50 | 30–46 | 28–27 | 29–41 | 33–35 | 52–29 | —     |

 Fuente: Linguasport
Notas:
1. ↑  El Club Juventud cuenta con dos puntos menos en la clasificación final por sanción federativa, al haber alineado indebidamente un jugador sancionado en sus partidos contra el América BC (6-01-1947) y el JACE Calella (12-01-1947).

| Campeón 1947 |
| ------------ |
| CF Barcelona |

Los dos primeros partidos de la competición (llamada en su momento Campeonato Nacional de Liga, como el de fútbol) se jugaron el domingo 5 de enero. El UD Montgat derrotó al América BC, campeón del Centro, por 65-19, en un partido del que las crónicas de la época destacan que “fue una lástima la actitud antideportiva de los madrileños Pedro y Emilio Alonso, que permanecieron varios minutos inactivos, poco antes del final”, y el CF Barcelona venció al Real Madrid CF por 36-54 en el Frontón Fiesta Alegre. Al día siguiente, el América BC volvió a perder (54-42 ante el Club Juventud) y el CF Barcelona volvió a ganar (32-57 en la pista del Liceo Francés).
Como se observará, para abaratar gastos, cuando un equipo se desplazaba de Cataluña a Madrid, o viceversa, aprovechaba para jugar dos partidos en dos días seguidos. Una fórmula que se mantuvo en las primeras ediciones de la Liga, una vez consolidada esta.
El CF Barcelona ganó los doce partidos. Segundo quedó el UD Montgat, con 8 victorias y 4 derrotas. El partido CF Barcelona–UD Montgat, el 12 de enero de 1947, fue el primero que dirigieron dos árbitros, y no uno solo, en España: Juan Marqués y Joaquín Calvet, los mejores de la época.
Los seis primeros se clasificaron directamente para los cuartos de final del Campeonato de España (la Copa del Generalísimo), cuya final ganó también el CF Barcelona: 39-25 al CB Canarias de Madrid en un partido sin historia. La igualdad, y la polémica, se había quedado en la semifinal entre el CB Canarias de Madrid y el UD Montgat. La Federación Española había determinado que el partido de vuelta debía repetirse, porque el arbitraje fue escandalosamente parcial a favor de los madrileños, pero la Delegación Nacional de Deportes admitió el recurso de este club y dio por bueno el 46-25 que les llevaba a la final.

### Clasificación original
La Liga contaba con ocho equipos inicialmente, pero el América BC fue descalificado, por este motivo la clasificación definitiva solo cuenta con siete equipos.
| Pos. | Equipo                | PJ | G  | P  | GF  | GC  | DG   | Pts | Clasificación o descenso |       | BAR   | MON   | RMB   | CAN   | CAL   | LIC   | JOV   | AME   |
| ---- | --------------------- | -- | -- | -- | --- | --- | ---- | --- | ------------------------ | ----- | ----- | ----- | ----- | ----- | ----- | ----- | ----- | ----- |
| 1    | CF Barcelona          | 12 | 12 | 0  | 667 | 354 | +313 | 24  | Campeón                  |       | —     | 43–34 | 77–25 | 57–24 | 57–18 | 64–34 | 62–33 | –     |
| 2    | UD Montgat            | 14 | 9  | 5  | 612 | 477 | +135 | 23  |                          |       | 38–47 | —     | 45–33 | 50–26 | 61–31 | 60–15 | 42–31 | 65–19 |
| 3    | Real Madrid CF        | 14 | 6  | 8  | 550 | 579 | −29  | 20  |                          | 36–54 | 41–46 | —     | 42–48 | 53–40 | 51–20 | 48–37 | 38–33 |       |
| 4    | CB Canarias de Madrid | 13 | 7  | 6  | 437 | 478 | −41  | 20  |                          | 33–44 | 43–23 | 43–40 | —     | 37–32 | 38–35 | 28–23 | –     |       |
| 5    | JACE Calella          | 12 | 5  | 7  | 366 | 454 | −88  | 17  |                          | 27–55 | 37–29 | 36–35 | 38–20 | —     | 26–35 | 28–11 | –     |       |
| 6    | Liceo Francés         | 13 | 3  | 10 | 407 | 552 | −145 | 16  |                          | 32–57 | 43–45 | 26–34 | 33–39 | 28–18 | —     | 51–32 | 26–36 |       |
| 7    | Club Juventud         | 14 | 3  | 11 | 430 | 471 | −41  | 15  |                          | 20–50 | 30–46 | 29–41 | 28–27 | 33–35 | 52–29 | —     | 40–35 |       |
| 8    | América BC            | 8  | 5  | 3  | 288 | 292 | −4   | 13  | Equipo descalificado     |       | –     | 38–28 | 45–33 | 33–31 | –     | –     | 49–31 | —     |

 Fuente: Linguasport
Notas:
1. ↑  El Club Juventud cuenta con dos puntos menos en la clasificación final por sanción federativa, al haber alineado indebidamente un jugador sancionado en sus partidos contra el América BC (6-01-1947) y el JACE Calella (12-01-1947).
2. ↑  América BC no se presentó a sus partidos del 8 y 9 de marzo en Barcelona alegando problemas económicos, por lo que la Federación Española de Baloncesto decidió multar al club madrileño con 2.000 pesetas y descenderlo automáticamente de categoría. Tras la retirada del América BC del torneo de Liga, todos sus enfrentamientos se anulan y la clasificación final se recalcula con sólo siete equipos.

## Liga Nacional de Segunda División
La fase final de la Liga Nacional de Segunda División se disputó en el Frontón Fiesta Alegre de Madrid los días 11, 12 y 13 de abril de 1947.
| Pos. | Equipo             | PJ | G | P | PF | PC | DP  | Pts | Clasificación                         |  | CAN | MON   | GIJ   |
| ---- | ------------------ | -- | - | - | -- | -- | --- | --- | ------------------------------------- |  | --- | ----- | ----- |
| 1    | Canoe NC           | 2  | 2 | 0 | 66 | 47 | +19 | 4   | Clasifican a la Copa del Generalísimo |  | —   | 31–26 | 35–21 |
| 2    | Baloncesto Moncayo | 2  | 1 | 1 | 61 | 63 | −2  | 3   | Clasifican a la Copa del Generalísimo |  | –   | —     | 35–32 |
| 3    | SEU Gijón          | 2  | 0 | 2 | 53 | 70 | −17 | 2   |                                       |  | –   | –     | —     |

 Fuente: Linguasport